# Piet Kleine
Pieter Kleine, detto Piet (Hollandscheveld, 17 settembre 1951), è un ex pattinatore di velocità su ghiaccio olandese.

## Palmarès
Olimpiadi
- 3 medaglie:
  - 1 oro (10000 m a Innsbruck 1976)
  - 2 argenti (5000 m a Innsbruck 1976, 10000 m a Lake Placid 1980)

Mondiali
- 2 medaglie:
  - 1 oro (Heerenveen 1976)
  - 1 bronzo (Deventer 1973)

Europei
- 1 medaglia:
  - 1 bronzo (Heerenveen 1975)